# Teyran
Teyran – miejscowość i gmina we Francji, w regionie Oksytania, w departamencie Hérault.
Według danych na rok 1990 gminę zamieszkiwało 3469 osób, a gęstość zaludnienia wynosiła 346 osób/km² (wśród 1545 gmin Langwedocji-Roussillon Teyran plasuje się na 106. miejscu pod względem liczby ludności, natomiast pod względem powierzchni na miejscu 756.).